# Partit Popular de Canàries
|  | No s'ha de confondre amb Partit Popular Canari. |

El Partit Popular de Canàries és l'agrupació regional a Canàries del Partit Popular. Es va organitzar el 1989 dins de la fundació del Partit Popular, hereu d'Aliança Popular. El seu president actual (2010) és el també Ministre d'Indústria, Energia, i Turisme José Manuel Soria López, i el seu secretari general és Manuel Fernández González qui, a més, és el president del Grup Parlamentari Popular al Parlament de Canàries.
En les últimes eleccions autonòmiques, celebrades el 22 de maig de 2011, el Partit Popular de Canàries va esdevenir la primera força política de la comunitat autònoma, igual que en les últimes eleccions generals, celebrades el 20 de novembre de 2011, on el Partit Popular va aconseguir uns resultats històrics per a l'organització.
La seva organització juvenil, Noves Generacions de Canàries, és el col·lectiu políticojuvenil més gran de Canàries.

## Presidents
| Nom                                  | Inici | Final  |
| ------------------------------------ | ----- | ------ |
| José Miguel Bravo de Laguna Bermúdez | 1989  | 1999   |
| José Manuel Soria López              | 1999  | 2015   |
| Asier Antona Gómez                   | 2015  | 2019   |
| María Australia Navarro de Paz       | 2019  | 2022   |
| Manuel Domínguez González            | 2022  | Actual |

### Parlament de Canàries
| Any  | Líder                       | Vots                  | %                     | Escons  | Pos. | +/- | Govern             |
| ---- | --------------------------- | --------------------- | --------------------- | ------- | ---- | --- | ------------------ |
| 1983 | Francisco Marcos Hernández  | Dins Coalició Popular | Dins Coalició Popular | 17 / 60 | 2n   | 17  | Oposició           |
| 1987 | Paulino Montesdeoca Sánchez | Dins Coalició Popular | Dins Coalició Popular | 6 / 60  | 4t   | 11  | Coalició           |
| 1991 | Fernando Fernández Martín   | 89.251                | 12,93%                | 6 / 60  | 4t   | =   | Oposició           |
| 1995 | José Miguel Bravo de Laguna | 247.609               | 31,42%                | 18 / 60 | 2n   | 12  | Oposició (1995-96) |
| 1995 | José Miguel Bravo de Laguna | 247.609               | 31,42%                | 18 / 60 | 2n   | 12  | Coalició (1996-99) |
| 1999 | José Miguel Bravo de Laguna | 225.316               | 27,55%                | 15 / 60 | 2n   | 3   | Coalició (1999-02) |
| 1999 | José Miguel Bravo de Laguna | 225.316               | 27,55%                | 15 / 60 | 2n   | 3   | Oposició (2002-03) |
| 2003 | José Manuel Soria           | 283.186               | 31,00%                | 17 / 60 | 2n   | 2   | Coalició (2003-05) |
| 2003 | José Manuel Soria           | 283.186               | 31,00%                | 17 / 60 | 2n   | 2   | Oposició (2005-07) |
| 2007 | José Manuel Soria           | 224.883               | 24,38%                | 15 / 60 | 2n   | 2   | Coalició (2007-10) |
| 2007 | José Manuel Soria           | 224.883               | 24,38%                | 15 / 60 | 2n   | 2   | Oposició (2010-11) |
| 2011 | José Manuel Soria           | 288.807               | 32,02%                | 21 / 60 | 1r   | 6   | Oposició           |
| 2015 | Australia Navarro           | 170.129               | 18,26%                | 12 / 60 | 2n   | 9   | Oposició           |
| 2019 | Asier Antona Gómez          | 135.573               | 15,18%                | 11 / 70 | 3r   | 1   | Oposició           |
| 2023 | Manuel Domínguez González   | 178.604               | 20,27%                | 15 / 70 | 3r   | 4   | Coalició           |

### Eleccions Generals
| Any       | Vots    | %     | Escons | +/- | Pos. |
| --------- | ------- | ----- | ------ | --- | ---- |
| 1989      | 130.043 | 19,39 | 3 / 14 | 3   | 2n   |
| 1993      | 274.666 | 33,93 | 5 / 14 | 2   | 1r   |
| 1996      | 330.513 | 37,62 | 5 / 14 | =   | 1r   |
| 2000      | 351.110 | 41,81 | 7 / 14 | 2   | 1r   |
| 2004      | 342.672 | 35,44 | 6 / 15 | 1   | 1r   |
| 2008      | 349.568 | 39,70 | 6 / 15 | =   | 2n   |
| 2011      | 446.118 | 47,97 | 9 / 15 | 3   | 1r   |
| 2015      | 283.575 | 28,53 | 5 / 15 | 4   | 1r   |
| 2016      | 333.445 | 34,05 | 6 / 15 | 1   | 1r   |
| 2019 (I)  | 164.804 | 15,53 | 3 / 15 | 3   | 3r   |
| 2019 (II) | 196.809 | 20,77 | 4 / 15 | 1   | 2n   |
| 2023      | 309.509 | 30,44 | 6 / 15 | 2   | 2n   |